# Piero Tosi
Pour les articles homonymes, voir Tosi.
Piero Tosi, né le 10 avril 1927 à Sesto Fiorentino en Toscane et mort le 10 août 2019 à Rome, est un costumier et décorateur italien de théâtre et de cinéma.

## Biographie

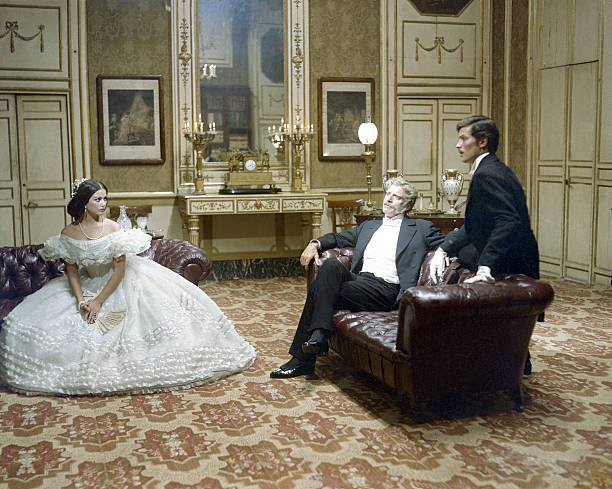
Le Guépard (1963).

Piero Tosi débute comme chef costumier au cinéma en 1951, sur Bellissima de Luchino Visconti, avec lequel il collaborera le plus, à l'écran comme à la scène (opéras, théâtre), jusqu'à l'ultime film de ce dernier — L'Innocent, en 1976 —. Parmi les autres réalisateurs avec lesquels il a travaillé, mentionnons Mauro Bolognini qu'il retrouvera également à plusieurs reprises. En tout, il participe comme costumier à quarante-huit films, majoritairement italiens, mais aussi coproductions franco-italiennes et deux films français (La Cage aux folles en 1978 et La Cage aux folles 3 en 1985). 
Durant sa carrière, qui s'est achevée au cinéma en 1993, il a été en outre décorateur (quatre films) et acteur (un film, dans un petit rôle de costumier) — voir filmographie ci-dessous —. On lui doit aussi quelques contributions pour la télévision.
Dans la catégorie des « meilleurs costumes », il a gagné huit fois le Ruban d'argent, deux fois le prix David di Donatello (plus un prix spécial) et deux fois le BAFTA Award. De plus, il a reçu cinq nominations à l'Oscar des meilleurs costumes.    
Il dirigeait depuis plusieurs années le cours de costume de l'École nationale de cinéma près du Centro Sperimentale di Cinematografia.

## Filmographie partielle
comme costumier, sauf mention contraire
- 1951 : Bellissima de Luchino Visconti
- 1954 : Senso de Luchino Visconti
- 1954 : L'arte di arrangiarsi de Luigi Zampa
- 1957 : Marisa (Marisa la civetta) de Mauro Bolognini
- 1957 : Les Nuits blanches (Le notti bianche) de Luchino Visconti
- 1958 : Les Jeunes Maris (Giovani mariti) de Mauro Bolognini
- 1959 : Polycarpe, maître calligraphe (Policarpo, ufficiale di scrittura) de Mario Soldati
- 1959 : Débrouillez-vous ! (Arrangiatevi) de Mauro Bolognini
- 1960 : Rocco et ses frères (Rocco e i suoi fratelli) de Luchino Visconti
- 1960 : Le Bel Antonio (Il bell'Antonio) de Mauro Bolognini (+ décorateur)
- 1960 : L'Inassouvie (Un amore a Roma) de Dino Risi
- 1961 : Le Mauvais Chemin (La Viaccia), de Mauro Bolognini (+ décorateur)
- 1961 : À cheval sur le tigre (A cavallo della tigre) de Luigi Comencini
- 1963 : Le Guépard (Il gattopardo) de Luchino Visconti
- 1963 : Hier, aujourd'hui et demain (Ieri, oggi, domani) de Vittorio De Sica
- 1963 : Les Camarades (I compagni) de Mario Monicelli
- 1963 : Annonces matrimoniales (La visita) d'Antonio Pietrangeli
- 1964 : La Femme, quelle chose merveilleuse ! (La donna è una cosa meravigliosa) de Mauro Bolognini
- 1964 : Mariage à l'italienne (Matrimonio all'italiana) de Vittorio De Sica
- 1965 : Les Trois Visages (I tre volti), film à sketches, segment Il provino de Michelangelo Antonioni (comme acteur)
- 1966 : Le renard s'évade à trois heures ou La Chasse au renard (Caccia alla volpe) de Vittorio De Sica
- 1967 : Arabella de Mauro Bolognini
- 1967 : L'Étranger (Lo straniero) de Luchino Visconti
- 1967 : Les Sorcières (Le streghe), film à sketches de Luchino Visconti, Mauro Bolognini, Pier Paolo Pasolini, Franco Rosi et Vittorio De Sica
- 1968 : Histoires extraordinaires (Tre passi nel delirio), film à sketches, segment Il ne faut jamais parier sa tête avec le diable (Toby Damnit) de Federico Fellini (+ superviseur des décors)
- 1968 : Fantômes à l'italienne (Questi fantasmi) de Renato Castellani
- 1969 : Les Damnés (La caduta degli dei) de Luchino Visconti
- 1969 : Médée (Medea) de Pier Paolo Pasolini
- 1971 : Mort à Venise (Morte a Venezia) de Luchino Visconti
- 1972 : Ludwig ou le Crépuscule des dieux (Ludwig) de Luchino Visconti
- 1973 : Malicia (Malizia) de Salvatore Samperi
- 1974 : Violence et passion (Gruppo di famiglia in un interno) de Luchino Visconti
- 1974 : Portier de nuit (Il portiere della notte) de Liliana Cavani
- 1975 : Vertiges (Per le antiche scale) de Mauro Bolognini (+ décorateur)
- 1976 : L'Innocent (L'innocente) de Luchino Visconti
- 1977 : Au-delà du bien et du mal (Al di là del bene e del male) de Liliana Cavani
- 1978 : La Cage aux folles d'Édouard Molinaro
- 1981 : La Dame aux camélias (La storia vera della signora delle camelie) de Mauro Bolognini
- 1981 : La Peau (La pelle) de Liliana Cavani
- 1983 : La traviata de Franco Zefirelli
- 1985 : La Cage aux folles 3 de Georges Lautner
- 1993 : Mémoire d'un sourire (Storia di une capinera) de Franco Zefirelli

## Contributions à la scène (sélection)

### Opéras
- 1955 : La sonnambula de Vincenzo Bellini, mise en scène de Luchino Visconti, direction musicale Leonard Bernstein, avec Maria Callas, Cesare Valletti (à la Scala de Milan)
- 1958 : Macbeth de Giuseppe Verdi, mise en scène de Luchino Visconti, direction musicale Thomas Schippers, avec William Chapman, Cannine Torre (au Festival des Deux Mondes à Spolète)

### Théâtre
- 1952 : La Locandiera de Carlo Goldoni, mise en scène de Luchino Visconti, avec Marcello Mastroianni, Paolo Stoppa (à la Fenice de Venise)

## Distinctions (sélection)
- Trois prix David di Donatello des meilleurs costumes :
  - 1981 pour La Dame aux camélias
  - 1994 pour Storia di una capinera
  - 2006 prix spécial du cinquantenaire
- Deux British Academy Film Award des meilleurs costumes
  - BAFTA 1972 pour Mort à Venise
  - BAFTA 1984 pour La traviata